# 北海道中央バス大曲営業所

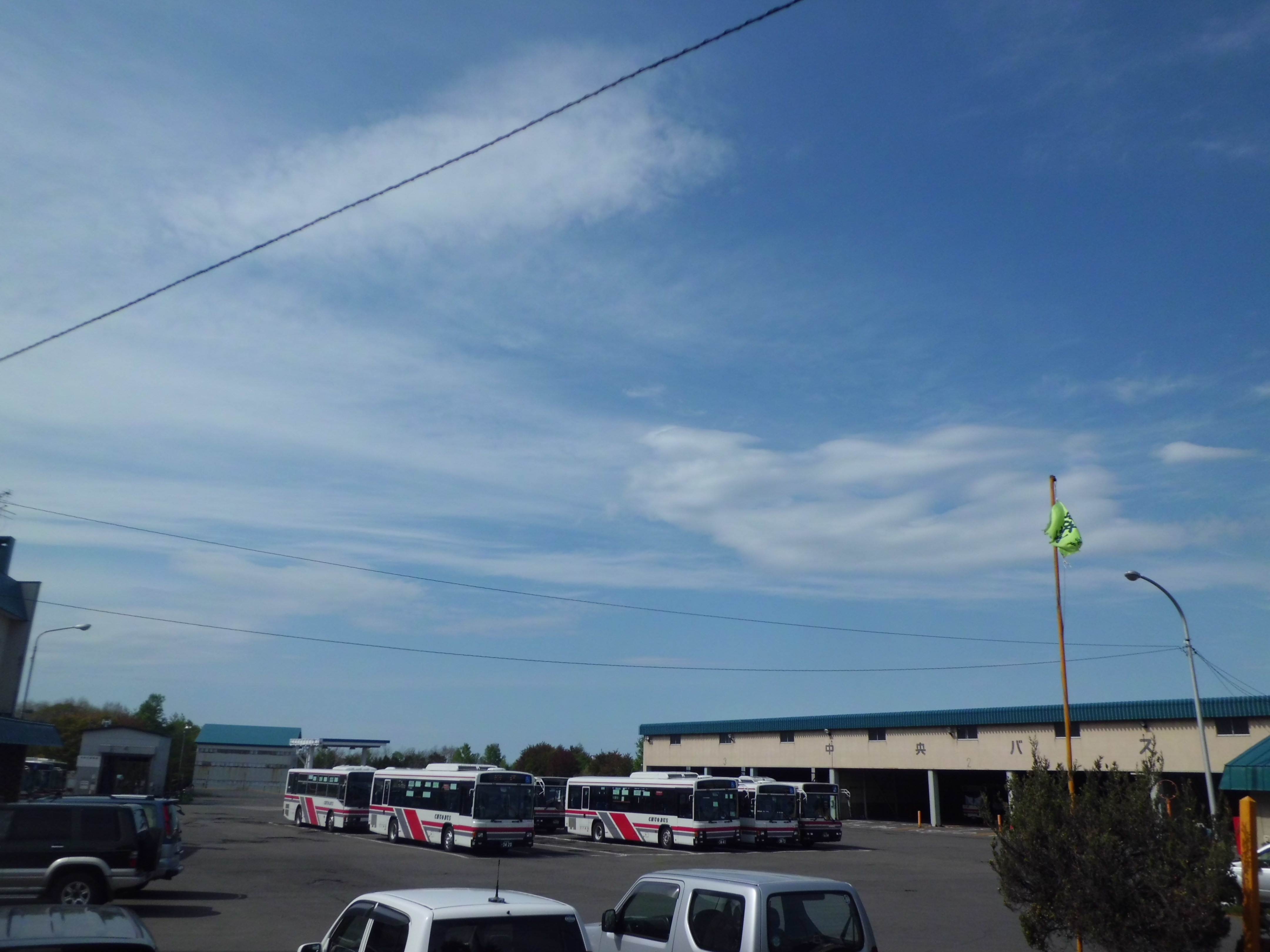
北海道中央バス 大曲営業所

北海道中央バス大曲営業所（ほっかいどうちゅうおうバスおおまがりえいぎょうしょ）は、北海道中央バス（中央バス）が北海道北広島市大曲工業団地1丁目9-2に設置する、バス事業部（旧・札幌事業部）に属する営業所である。最寄停留所は「大曲工業団地」および「柏葉2丁目」。

## 歴史
1977年（昭和52年）11月20日新設。平岡営業所から日航線、南郷営業所から郊外線の移管を受け営業を開始。1983年（昭和58年）4月5日には月寒営業所と業務を交換し、貸切営業所となる。
以降、南郷営業所、月寒営業所の廃止や西岡営業所の設置などによる業務再編成で路線バスも担当する。

## 路線
札幌市清田区里塚・美しが丘方面、北広島市方面が中心。下記の他、他営業所が主担当の路線を運行する場合や、下記路線を他営業所が運行する場合がある。
札幌市交通局（札幌市営地下鉄）との連絡運輸（乗継割引）は、太字（乗継指定）停留所・駅から郊外方向（札幌市外へ向かう路線は斜字（札幌市内最終）停留所）の間で適用となる。乗継割引に関する概要は、北海道中央バス#運賃形態、札幌市営地下鉄#乗継割引を参照。
2024年（令和6年）4月1日現在。「福住駅」は福住バスターミナル、「大谷地駅」は大谷地バスターミナルに発着する。

### 福住 - 北広島市
福住駅 - 大曲間「福住駅 - 札幌ドーム - 月寒東1条19丁目 - 清田団地入口 - 真栄 - 里塚中央経由/桂台団地経由 - 三里塚小学校 - 三井アウトレットパーク入口 - 大曲」共通経路（福95を除く）。
2023年（令和5年）12月1日に札幌都心（札幌駅前、札幌ターミナル）発着系統のうち、ショッピングモール直行便を除くすべての系統が福住駅発着に短縮された。札幌駅前 - 北1条 - 南4条（往路）/南3条（復路） - 豊平橋 - 豊平3条8丁目 - 美園3条2丁目 - 豊平郵便局 - 月寒中央駅 - 福住駅の廃止区間については、平岡営業所の一部路線が引き続き運行する。

#### 広島線
- 福住駅 - 桂台団地 - 三里塚小学校 - 大曲 - 大曲末広3丁目 - 星槎道都大学 - 若葉町2丁目 - 北広島駅 - 北広島市役所 - 東部中西/東部中学校
- 福住駅 - 桂台団地 - 三里塚小学校 - 大曲 -  柏葉台団地 - 輪厚ゴルフ場 - 高台 - 若葉町2丁目 - 北広島駅 - 北広島市役所 - 東部中西/東部中学校
  - 往路は東部中西経由東部中学校終着、復路発は東部中西始発東部中学校経由。福住 - 北広島駅、 東部中西/東部中学校 - 大曲の区間便あり。
  - 2000年（平成12年）4月1日、北広島市役所発着便の終点を東部中学校入口に延長、一部便を除き起点を札幌ターミナルから福住駅に短絡[8]。
  - 2001年（平成13年）4月1日、東部中学校入口発着便の終点を東部中学校に延長[8]。
  - 2006年（平成18年）4月1日、一部便を除き終点を東部中学校から北広島駅に短絡[8]。
  - 2012年（平成24年）12月1日、札幌都心系統の起点を札幌ターミナルから札幌駅前に変更[9]。
  - 2023年（令和5年）12月1日、札幌駅前発着系統を福住駅発着に振り替え[6]。

#### 柏葉台団地線
- 福96：福住駅 - 桂台団地 - 三里塚小学校 - 大曲 - 柏葉台団地 - 輪厚ゴルフ場 - 輪厚
- 福96：福住駅 - 桂台団地 - 三里塚小学校 - 大曲 - 柏葉台団地 - 希望ヶ丘中央/希望ヶ丘北
- 福97：福住駅 - 里塚中央 - 三里塚小学校 - 大曲 - 柏葉台団地←輪厚ゴルフ場←輪厚
- 福97：福住駅 - 里塚中央 - 三里塚小学校 - 大曲 - 柏葉台団地 - 希望ヶ丘中央/希望ヶ丘北
  - 希望ヶ丘系統の往路は希望ヶ丘北経由希望ヶ丘中央終着、復路は希望ヶ丘北始発希望ヶ丘中央経由。
  - 1998年（平成10年）12月1日、月寒営業所より転籍。
  - 2007年（平成19年）4月1日、96の起点を札幌ターミナルから札幌駅前に変更。
  - 2009年（平成21年）12月1日、希望ヶ丘中央発着便の経路を変更（旧「希望ヶ丘中央」を「希望ヶ丘北」に改称、「希望ヶ丘中央」はその先に新たに設置）[8]。
  - 2020年（令和2年）4月1日、急行97を新設[10]。
  - 2023年（令和5年）12月1日、96 札幌駅前発着系統、急行97 札幌ターミナル発着系統を福96・福97に振り替え[6]。

#### 大曲光線
- 福113：福住駅 - 桂台団地 - 三里塚小学校 - 大曲 - 大曲末広3丁目 - 大曲光4丁目
  - 2003年（平成15年）4月1日開設[8]。
  - 2007年（平成19年）4月1日、113の起点を札幌ターミナルから変更。
  - 2023年（令和5年）12月1日、113 札幌駅前発着系統を福113に振り替え[6]。

#### 美しが丘線
- 福95 福住駅 - 札幌国際大学 - 真栄4条2丁目 - 美しが丘4条5丁目 - 美しが丘3条9丁目 - 三井アウトレットパーク（復路と区間便のみ） - 大曲パークゴルフ場 - 大曲工業団地
  - 福住 - 三井アウトレットパークの区間便あり。大曲工業団地発着の往路は三井アウトレットパーク（敷地内）を経由しない。
  - 1990年（平成2年）12月2日、新設。
  - 2001年（平成13年）12月11日、羊ケ丘通（北海道道1147号大曲工業団地美しが丘線）開通により、一部便の終点を大曲工業団地に延長[8]。
  - 2010年（平成22年）4月1日、美しが丘3条9発着便の終点を三井アウトレットパークに延長[8]。

### 福住 - 有明、美しが丘

#### 有明線（福住）
- 福87：福住駅 - 札幌ドーム - 月寒東1条19丁目 - 清田団地入口 - 真栄 - 真栄3条2丁目 - 真栄5条4丁目 - 真栄4条2丁目 - 白旗山競技場入口 - （アンデルセン福祉村3丁目 - ） - 真栄高校 - 有明中央 - 有明小学校（ - 下三滝橋 - すずらん公園東口）
  - アンデルセン福祉村3丁目は一部便が経由。すずらん公園までは夏期の一部便が乗り入れる。
  - 4月から10月まで日曜（一部除く）の一部便で、墓参バスとして真駒内滝野霊園（礼拝堂・管理事務所前）まで延長運行（有明小学校 - 霊園間は貸切バス扱い、途中無停車）を行っていたが、2024年（令和6年）4月1日改正時点では延長運行を行う旨が削除されている[11][12][13]。
  - 2008年（平成20年）4月1日、下三滝橋発着便を全便有明小学校発着に短絡。

#### 真栄団地線（福住）
- 福88：福住駅 - 札幌ドーム - 月寒東1条19丁目 - 清田団地入口 - 真栄 - 真栄3条2丁目 - 真栄4条2丁目 - 真栄5条4丁目 - 美しが丘5条6丁目 - 美しが丘3条9丁目
  - 2023年（令和5年）12月1日、88 札幌駅前発着系統を福88に振り替え[6]。

### 大谷地 - 有明、北広島市、里塚緑ヶ丘

#### 有明線（大谷地）
- 大87：大谷地駅 - 大谷地西6丁目 - 北野6条5丁目 - 平岡営業所 - 真栄 - 真栄3条2丁目 - 真栄5条4丁目 - 真栄4条2丁目 - 白旗山競技場入口 - 真栄高校 - 有明中央 - 有明小学校
  -     - 大谷地→真栄高校の区間便あり。この区間便は平日休校日は真栄3条2丁目までの運行となる。

  - 2008年（平成20年）4月1日、下三滝橋発着便を全便有明小学校発着に短絡。

#### 真栄団地線（大谷地）
- 大88：大谷地駅 - （大87と同経路） - 真栄3条2丁目 - 真栄4条2丁目 - 真栄5条4丁目 - 美しが丘5条6丁目 - 美しが丘3条9丁目 - 三井アウトレットパーク
  - 2010年（平成22年）4月1日、終点を美しが丘3条9から三井アウトレットパークに延長[8]。

#### 大谷地・柏葉台線
- 大69：大谷地駅 - 大谷地西6丁目 - 北野6条5丁目 - 平岡5条2丁目 - イオンモール札幌平岡 - 桂台団地 - 三里塚小学校 - 三井アウトレットパーク入口 - 大曲 - 柏葉台団地
  - 2000年（平成12年）4月1日、「大谷地・里塚線」（大谷地駅 - 美里団地）として開設。
  - 2001年（平成13年）4月1日、終点を柏葉台団地に延長[8]、路線名を大谷地・柏葉台線に改称。

#### 上野幌線
- 大92：大谷地駅 - 大谷地西6丁目 - 厚別公園入口 - 太洋団地入口 - 東栄通中央 - 上野幌中央公園 - 上野幌ベニータウン - 東栄通 - ライブヒルズ南 - 緑ヶ丘団地/緑ヶ丘団地東
  - 往路は緑ヶ丘団地東経由緑ヶ丘団地終着、復路は緑ヶ丘団地東始発緑ヶ丘団地経由。
  - 2000年（平成12年）4月1日、終点を(旧)里塚西（緑ヶ丘5停付近）から(新)里塚西（緑ヶ丘団地東停付近）に延長。
  - 2001年（平成13年）12月1日、終点を里塚西から緑ヶ丘団地に変更、里塚西停廃止。

### 新さっぽろ - 北広島市

#### 新さっぽろ大曲線
- 新110：新さっぽろ駅（新札幌バスターミナル） - 青葉町中央 - 上野幌小学校 - 上野幌中央公園 - 上野幌ベニータウン - 東栄通 - ライブヒルズ南 - 平岡緑中学校 - 大曲通北 - 大曲光4丁目 - 大曲末広3丁目 - 大曲 - 柏葉台団地
  - 1998年（平成10年）4月11日開設。ジェイ・アール北海道バス（厚別営業所）と相互乗り入れ。
  - 2025年（令和7年）4月1日、ジェイ・アール北海道バス運行便を廃止[14]。

### 北広島市内
東部中西/東部中学校発着便は、北広島駅方面発は東部中西経由東部中学校終着、北広島駅方面行は東部中西始発東部中学校経由。

#### さんぽまち・東部線
- 北広島駅 - 栄町3丁目 - 青葉町3丁目 - 南町2丁目 - 高台町4丁目 - 山手町6丁目 - 山手町4丁目
- 北広島駅 - 栄町3丁目 - 若葉町2丁目 - 緑ヶ丘小学校 - 山手町6丁目 - 山手町5丁目 - 山手町4丁目
- 北広島駅 - 北広島市役所 - 中央1丁目 - 東部中学校入口 - 東部中西/東部中学校
- 北広島駅 - 北広島高校/広島公園 - Fビレッジ入口・総合体育館
  - 北広島市内では北広島団地線を運行していたが、利用実態に合わせた路線・ダイヤとすべく、2019年（令和元年）10月1日より再編された。朝、日中、夕方以降により、概ね北広島団地線を踏襲した上記経路を組み合わせた循環線などを運行する[15]。2023年（令和5年）4月1日に利用の少ない美沢ショッピングセンター経由が廃止された[16]。

### 直行便、臨時便

#### 三井アウトレットパーク線
- 100：札幌駅前 - （直行） - 三井アウトレットパーク
  - 2010年（平成22年）4月21日新設。土日祝および一部指定期間のみ運行。
  - 2012年（平成24年）9月3日より毎日運行に変更。

#### 里塚霊園墓参バス
- 臨時：福住駅・月寒東1条19丁目・清田団地入口・真栄・真栄3条2丁目・美しが丘3条5丁目・美しが丘3条9丁目 - 里塚霊園
  - 8月のお盆、9月の彼岸運行。一部停留所は通過で、往路は乗車のみ、復路は降車のみ[17]。
  - 2019年（令和元年）までは札幌ターミナル発着（福住駅は通過）で運行され、月寒中央駅にて地下鉄乗継割引は適用しなかった[18][19]。

## 休廃止路線
えにわコミュニティバス（ecoバス）
- JR島松駅 - 恵庭北高校 - JR恵み野駅 - 北恵庭駐屯地 - JR恵庭駅西口 - 恵庭南高校 - JR恵庭駅東口 - 文教大学前 - JR恵み野駅 - 北柏木町 - JR島松駅
  - 2001年（平成13年）9月1日試験運行開始、2002年（平成14年）11月1日通年運行開始。ジェイ・アール北海道バス（長沼営業所）[20]と共同で受託運行。
  - 2013年（平成25年）4月1日より、北海道中央バス担当分を千歳相互観光バスへ移管。

上野幌循環通線
- 大94：大谷地駅 - 大谷地西6丁目 - 厚別公園入口 - 太洋団地入口 - 東栄通中央 - 上野幌中央公園 - 上野幌3条5丁目 - 平岡緑中学校 - 大曲通北
  - 2000年（平成12年）4月1日、終点を里塚西（現・緑ヶ丘5停付近）から大曲通北に変更。
  - 2019年（平成31年）4月1日、廃止[21]。

北広島・三井アウトレットパーク線
- 200：北広島駅 - （直行） - 三井アウトレットパーク
  - 2019年（令和元年）12月1日、廃止[22]。

## 関連事業所
大曲営業所での乗車券発売は、定期乗車券の予約取次のみ行う。
北広島案内所
- 北広島市北進町1丁目2-2 北広島ターミナルビル

北広島車庫
- 北広島市北進町1丁目4-1